# پاریس (نیوهمپشایر)
پاریس (به انگلیسی: Paris) یک منطقهٔ مسکونی در ایالات متحده آمریکا است که در نیوهمپشایر قرار دارد.
اکثریت منطقه مسکونی پاریس در قسمت غربی شهر دامر واقع شده است، که شامل بخش کوچکی از استارک در اطراف منطقه پایک پاند است. بخشی از پاریس را گاهی «کریستال» می‌نامند.